# Maltby’s Motor Works
Maltby’s Motor Works bzw. Maltby’s Motor Works & Garage (kurz: Maltby) war ein britisches Karosseriebauunternehmen, das von 1912 bis in die 1930er-Jahre hinein Aufbauten für Omnibusse, Lastkraftwagen und PKWs herstellte.

## Unternehmensgeschichte
Gründer des Unternehmens war John Hugh Maltby. Er hatte sich 1899 in der südenglischen Gemeinde Sandgate (Kent) zunächst als Schmied selbständig gemacht. Seit 1902 erweiterte er den Betrieb um eine Kfz-Reparaturwerkstatt und einen Automobilhandel. 1912 entstanden bei Maltby die ersten Aufbauten für Omnibusse, nach dem Ende des Ersten Weltkriegs auch Nutzfahrzeugaufbauten. Außerdem hatte Maltby Werksvertretungen für Buick, Crossley, Humber, Minerva und Morris.
1926 verkaufte Maltby sein Unternehmen an M. Redfern, den Vorstandsvorsitzenden des seinerzeit noch selbständigen Whisky-Herstellers Johnnie Walker. Redfern ließ Maltby’s Motor Works durch seine Söhne Francis und Henry leiten. Sie behielten den Autohandel bei, gaben aber die Herstellung von Nutzfahrzeugaufbauten auf. Stattdessen fertigte Maltby ab 1929 Karosserien für PKWs. Dabei ging das Unternehmen, das nun als Maltby’s Motor Works & Garage firmierte, zweigleisig vor: Schwerpunktmäßig produzierte es im Auftrag unterschiedlicher Hersteller standardisierte Sonderkarosserien, die über die regulären Händlernetze vertrieben wurden; das betraf unter anderem Chassis von Armstrong Siddeley, Humber, Lagonda, Morris und Wolseley. Maltby hatte hier in erster Linie Cabrioletaufbauten im Angebot, die den jeweiligen Fahrgestellen angepasst wurden. Maltby entwickelte in den 1930er-Jahren einen automatischen Verdeckmechanismus, der als Maltby Redfern vermarktet wurde. Neben diesen Auftragsarbeiten entstanden bei Maltby auch individuelle Aufbauten, die auf Kundenwünsche abgestimmt waren. Überwiegend waren das allerdings keine komplett eigenständigen Entwürfe, sondern Abwandlungen der Standardaufbauten. Zuletzt baute Maltby auch Standardkarosserien anderer Hersteller in Cabriolets um. Mit dieser breiten Aufstellung galt Maltby als einer der erfolgreichsten britischen Karosseriehersteller der 1930er-Jahre und war einer der Konkurrenten Jensens.
Das Betriebsende kam noch vor dem Ausbruch des Zweiten Weltkriegs, wobei die Umstände nicht eindeutig geklärt sind. Nach einer Quelle verkaufte Henry Refern das Unternehmen an den Konkurrenten Caffyns, nachdem sein Bruder Francis Redfern an den Folgen eines Autounfalls gestorben war. Eine andere Quelle datiert den Verkauf an Caffyns auf das Jahr 1935 und den Unfalltod Francis Redferns auf das Jahr 1940. Caffyns nutzte die Räumlichkeiten von Maltby zunächst für die Herstellung eigner Aufbauten; später fanden hier in erster Linie Reparaturen statt. Mit der Übernahme durch Caffyns endete die Karosseriefertigung bei Maltby. Die Werksanlagen wurden 1960 bei einem Brand zerstört.